# Pterolophia nigrolineaticollis
Pterolophia nigrolineaticollis là một loài bọ cánh cứng trong họ Cerambycidae.